# Cyathea tuerckheimii
El helecho pesma (Cyathea tuerckheimii) es una especie de la familia de los helechos arborescentes (Cyatheaceae), dentro del orden Cyatheales en lo que comúnmente llamamos helechos. El nombre del género Cyahtea se deriva del griego “kyatheon” (copa) por la forma de los esporangios. Esta es una especie de la familia de los helechos arborescentes (Cyatheaceae). La variedad (C. divergens var. tuerckheimii) se dio por Hans von Türckheim colector de plantas en Centroamérica.

## Clasificación y descripción
Planta perteneciente la familia Cyatheaceae. Plantas terrestres, tallos o troncos de hasta 12 m de altura; frondas de hasta 4 m de largo, peciolos de ligera a fuertemente espinosos; láminas bipinnadas-pinnatifidas, pinnas pediceladas, pinnulas usualmente pediceladas, segmentos obtusos, fuertemente falcados, crenulados, de textura firme, costas peludas adaxialmente, glabras abaxialmente, venas fértiles simples o divididas una sola vez, soros mediales, indusio globoso.

## Distribución
En México la ocurre en Chiapas, Oaxaca, Puebla y Veracruz, ocurre también Belice, Nicaragua, Honduras y Guatemala. C. divergens var. divergens, ocurre desde Costa Rica a Surinam y Perú.

## Ambiente terrestre
Habita en bosques húmedos de montaña entre los 300 y 2,500 m s. n. m.

## Estado de conservación
Se encuentra listada en la NOM-059-SEMARNAT-2010 en la categoría de en Protección Especial (Pr). En la Unión Internacional para la Conservación de la Naturaleza (UICN) aparece bajo la categoría de No Evaluada (NE). No se encuentra listada en Apéndices de la CITES (Convención sobre el Comercio Internacional de Especies Amenazadas de Fauna y Flora Silvestres).